# Лонг-Пайн (Небраска)
Лонг-Пайн (англ. Long Pine) — місто (англ. city) в США, в окрузі Браун штату Небраска. Населення — 305 осіб (2010).

## Географія
Лонг-Пайн розташований за координатами 42°32′7″ пн. ш. 99°42′10″ зх. д. / 42.53528° пн. ш. 99.70278° зх. д. (42.535252, -99.702698).  За даними Бюро перепису населення США в 2010 році місто мало площу 1,50 км², уся площа — суходіл.

## Демографія
Згідно з переписом 2010 року, у місті мешкало 305 осіб у 145 домогосподарствах у складі 82 родин. Густота населення становила 203 особи/км².  Було 202 помешкання (135/км²).
Расовий склад населення:
| - 100,0 % — білих |

До двох чи більше рас належало 0,0 %. Частка іспаномовних становила 0,3 % від усіх жителів.
За віковим діапазоном населення розподілялося таким чином: 24,3 % — особи молодші 18 років, 51,8 % — особи у віці 18—64 років, 23,9 % — особи у віці 65 років та старші. Медіана віку мешканця становила 45,6 року. На 100 осіб жіночої статі у місті припадало 91,8 чоловіків;  на 100 жінок у віці від 18 років та старших — 92,5 чоловіків також старших 18 років.
Середній дохід на одне домашнє господарство  становив 36 074 долари США (медіана — 28 125), а середній дохід на одну сім'ю — 46 447 доларів (медіана — 34 286). Медіана доходів становила 25 313 долари для чоловіків та 26 250 доларів для жінок. За межею бідності перебувало 8,1 % осіб, у тому числі 2,6 % дітей у віці до 18 років та 1,7 % осіб у віці 65 років та старших.
Цивільне працевлаштоване населення становило 129 осіб. Основні галузі зайнятості: роздрібна торгівля — 18,6 %, освіта, охорона здоров'я та соціальна допомога — 18,6 %, сільське господарство, лісництво, риболовля — 15,5 %, будівництво — 12,4 %.